# Joseph Watteeu
Alexandre Joseph Watteeu (Brussel, 19 juni 1811 - 22 juni 1870) was een Belgisch volksvertegenwoordiger.

## Levensloop
Watteeu was een zoon van de kleermaker Dominique Watteeu en van Amélie Depere. Hij trouwde achtereenvolgens met Cathérine Daubreby en met Cathérine-Alexandrine Daubreby.
Na gepromoveerd te zijn tot licentiaat in de rechten (1834) aan de École de Droit in Brussel, vestigde hij zich als advocaat in Brussel en bleef dit tot aan zijn dood.
In 1848 werd hij gemeenteraadslid van Brussel en was er van 1860 tot 1869 schepen.
Hij werd provincieraadslid van Brabant en was er in 1865-1866 ondervoorzitter.
In 1867 werd hij liberaal volksvertegenwoordiger voor het arrondissement Brussel en vervulde dit mandaat tot in 1870.
Hij was lid van de vrijmetselaarsloge Les Vrais Amis de l'Union et du Progrès Réunis en bestuurder van de ULB.